# حسين أباد (أصفهان)
حسين أباد هي قرية في مقاطعة أصفهان، إيران. عدد سكان هذه القرية هو 929 في سنة 2006.